# Campionato mondiale per club FIVB 2011 (maschile)
Il Campionato del Mondo per club FIVB 2011 è stata la 7ª edizione del massimo torneo pallavolistico mondiale per club, organizzato come ogni edizione dalla FIVB. Come le due edizioni precedenti, la sede della manifestazione è stata la città di Doha, capitale del Qatar.
Il torneo è iniziato l'8 ottobre 2011 e si è concluso il 14 ottobre. Il titolo è stato vinto dalla Trentino Volley, che per la terza volta consecutiva si è laureata Campione del Mondo per club e si è aggiudicata il premio di 250.000 $.

## Formato
Il formato di questa edizione del campionato mondiale per club è quello in vigore dall'edizione 2009. Esso prevede la suddivisione delle otto squadre partecipanti in due gironi, A e B; si qualificano per la fase successiva le prime due classificate di ogni girone, che si incroceranno in semifinale (la prima del girone A incontrerà la seconda del girone B, e il contrario). Per la prima volta si è deciso di adottare il sistema "italiano" di assegnazione dei punteggi ai fini della classifica dei gironi: 3 punti per le vittorie 3-0 e 3-1, 2 punti per la vittoria al tie-break, 1 punto per la sconfitta al tie-break e 0 punti per sconfitte 3-0 e 3-1.
Le squadre qualificatesi terze e quarte nel girone iniziale vengono eliminate, venendo tutte inserite nella classifica finale con il rango di quinte. Le vincitrici delle semifinali si contendono la vittoria finale, mentre le sconfitte si scontrano per la finale 3º-4º posto.

## Squadre partecipanti
Le wild card sono state assegnate dalla FIVB alle migliori formazioni provenienti dalla CEV, classificatesi dopo i Campioni d'Europa al termine dell'ultima edizione della Champions League. Questa classifica tiene conto del fatto che non possono essere invitate alla manifestazione più formazioni provenienti dallo stesso Paese: in questa edizione la formazione polacca, quarta al termine della CEV Champions League 2010-2011, prende il posto della Dinamo Mosca, terza nella competizione europea ma con la Russia già rappresentata dallo Zenit Kazan vice campione continentale.
| Gironi   | Squadra            | Nazione | Titolo                                 |
| -------- | ------------------ | ------- | -------------------------------------- |
| Girone A | Paykan             | Iran    | Campione d'Asia                        |
| Girone A | Trinity Western    | Canada  | Rappr. del Nord e Centro America       |
| Girone A | Zenit-Kazan        | Russia  | wild card                              |
| Girone A | Jastrzębski Węgiel | Polonia | wild card                              |
| Girone B | Trentino           | Italia  | Campione in carica e Campione d'Europa |
| Girone B | Sesi               | Brasile | Campione del Sudamerica                |
| Girone B | Al-Arabi           | Qatar   | Squadra ospitante                      |
| Girone B | Al-Ahly            | Egitto  | Campione d'Africa                      |

## Fase a gironi
Il sorteggio per la definizione dei gironi della prima fase si è tenuto il 26 giugno 2011 al Grand Regency Hotel di Doha.. La fase a gironi ha preso il via l'8 ottobre 2011, e si è conclusa il 15 ottobre.

### Girone A
Risultati
| Data     | Incontri           | Incontri | Incontri        | 1° Set | 2° Set | 3° Set | 4° Set | 5° Set |
| -------- | ------------------ | -------- | --------------- | ------ | ------ | ------ | ------ | ------ |
| 08-10-11 | Trinity Western    | 0 - 3    | Zenit-Kazan     | 11-25  | 15-25  | 16-25  |        |        |
| 08-10-11 | Jastrzębski Węgiel | 3 - 0    | Paykan          | 25-18  | 25-14  | 25-14  |        |        |
| 09-10-11 | Paykan             | 0 - 3    | Zenit-Kazan     | 24-26  | 18-25  | 23-25  |        |        |
| 10-10-11 | Trinity Western    | 3 - 2    | Paykan          | 25-23  | 18-25  | 17-25  | 25-18  | 15-6   |
| 10-10-11 | Jastrzębski Węgiel | 3 - 2    | Zenit-Kazan     | 25-22  | 25-17  | 11-25  | 21-25  | 19-17  |
| 11-10-11 | Jastrzębski Węgiel | 3 - 0    | Trinity Western | 25-17  | 25-00  | 25-18  |        |        |

Classifica
| Pos | Squadre            | Punti | Partite | Partite | Partite | Set   | Set   | Ratio | Punti | Punti  | Ratio |
| Pos | Squadre            | Punti | Giocate | Vinte   | Perse   | Vinti | Persi | Ratio | Fatti | Subiti | Ratio |
| --- | ------------------ | ----- | ------- | ------- | ------- | ----- | ----- | ----- | ----- | ------ | ----- |
| 1   | Jastrzębski Węgiel | 8     | 3       | 3       | 0       | 9     | 2     | 4.500 | 251   | 207    | 1.213 |
| 2   | Zenit-Kazan        | 7     | 3       | 2       | 1       | 8     | 3     | 2.667 | 257   | 205    | 1.236 |
| 3   | Trinity Western    | 2     | 3       | 1       | 2       | 3     | 8     | 0.375 | 197   | 247    | 0.798 |
| 4   | Paykan             | 1     | 3       | 0       | 3       | 2     | 9     | 0.222 | 208   | 251    | 0.829 |

### Girone B
Risultati
| Data     | Incontri | Incontri | Incontri | 1° Set | 2° Set | 3° Set | 4° Set | 5° Set |
| -------- | -------- | -------- | -------- | ------ | ------ | ------ | ------ | ------ |
| 08-10-11 | Al-Ahly  | 2 - 3    | Al-Arabi | 23-25  | 31-29  | 24-26  | 25-21  | 12-15  |
| 09-10-11 | Trentino | 3 - 0    | Al-Ahly  | 25-16  | 25-22  | 25-22  |        |        |
| 09-10-11 | Sesi     | 3 - 0    | Al-Arabi | 25-20  | 25-20  | 25-22  |        |        |
| 10-10-11 | Al-Ahly  | 1 - 3    | Sesi     | 25-18  | 27-22  | 18-25  | 14-25  |        |
| 11-10-11 | Trentino | 3 - 0    | Al-Arabi | 25-22  | 25-15  | 25-17  |        |        |
| 12-10-11 | Trentino | 3 - 1    | Sesi     | 18-25  | 25-23  | 25-23  | 25-21  |        |

Classifica
| Pos | Squadre  | Punti | Partite | Partite | Partite | Set   | Set   | Ratio | Punti | Punti  | Ratio |
| Pos | Squadre  | Punti | Giocate | Vinte   | Perse   | Vinti | Persi | Ratio | Fatti | Subiti | Ratio |
| --- | -------- | ----- | ------- | ------- | ------- | ----- | ----- | ----- | ----- | ------ | ----- |
| 1   | Trentino | 9     | 3       | 3       | 0       | 9     | 1     | 9.000 | 243   | 206    | 1.180 |
| 2   | Sesi     | 6     | 3       | 2       | 1       | 7     | 4     | 1.750 | 262   | 237    | 1.105 |
| 3   | Al-Arabi | 2     | 3       | 1       | 2       | 3     | 8     | 0.375 | 232   | 265    | 0.875 |
| 4   | Al-Ahly  | 1     | 3       | 0       | 3       | 3     | 9     | 0.333 | 257   | 286    | 0.898 |

## Fase finale
|  | Semifinali         | Semifinali         | Semifinali |          |                    | Finale             | Finale             | Finale             |  |
|  |                    |                    |            |          |                    |                    |                    |                    |  |
|  | Jastrzębski Węgiel | Jastrzębski Węgiel | 3          |          |                    |                    |                    |                    |  |
|  | Jastrzębski Węgiel | Jastrzębski Węgiel | 3          |          |                    |                    |                    |                    |  |
|  | Sesi               | Sesi               | 2          |          |                    |                    |                    |                    |  |
|  | Sesi               | Sesi               | 2          |          | Jastrzębski Węgiel | Jastrzębski Węgiel | 1                  |                    |  |
|  |                    |                    |            |          | Jastrzębski Węgiel | Jastrzębski Węgiel | 1                  |                    |  |
|  |                    |                    | Trentino   | Trentino | 3                  |                    |                    |                    |  |
|  | Trentino           | Trentino           | Trentino   | Trentino | 3                  | 3                  |                    |                    |  |
|  | Trentino           | Trentino           |            |          |                    | 3                  |                    |                    |  |
|  | Zenit-Kazan        | Zenit-Kazan        | 1          |          |                    | Finale 3º/4º posto | Finale 3º/4º posto | Finale 3º/4º posto |  |
|  | Zenit-Kazan        | Zenit-Kazan        | 1          |          |                    |                    |                    |                    |  |
|  |                    |                    |            |          |                    |                    |                    |                    |  |
|  |                    |                    |            |          |                    | Sesi               | Sesi               | 1                  |  |
|  |                    |                    |            |          |                    | Sesi               | Sesi               | 1                  |  |
|  |                    |                    |            |          |                    | Zenit-Kazan        | Zenit-Kazan        | 3                  |  |

### Semifinali
| Data     | Incontri           | Incontri | Incontri    | 1° Set | 2° Set | 3° Set | 4° Set | 5° Set |
| -------- | ------------------ | -------- | ----------- | ------ | ------ | ------ | ------ | ------ |
| 13-10-11 | Jastrzębski Węgiel | 3 - 2    | Sesi        | 25-23  | 18-25  | 19-25  | 25-13  | 15-13  |
| 13-10-11 | Trentino           | 3 - 1    | Zenit-Kazan | 25-22  | 25-21  | 19-25  | 25-14  |        |

### Finali
| Data     | Incontri           | Incontri | Incontri    | 1° Set | 2° Set | 3° Set | 4° Set | 5° Set |
| -------- | ------------------ | -------- | ----------- | ------ | ------ | ------ | ------ | ------ |
| 14-10-11 | Sesi               | 1 - 3    | Zenit-Kazan | 25-19  | 20-25  | 23-25  | 23-25  |        |
| 14-10-11 | Jastrzębski Węgiel | 1 - 3    | Trentino    | 31-29  | 16-25  | 11-25  | 16-25  |        |

## Classifica finale
| Pos | Squadra            | Nazione | Confederazione | Premio    |
| --- | ------------------ | ------- | -------------- | --------- |
| 1   | Trentino           | Italia  | CEV            | 250.000 $ |
| 2   | Jastrzębski Węgiel | Polonia | CEV            | 170.000 $ |
| 3   | Zenit-Kazan        | Russia  | CEV            | 120.000 $ |
| 4   | Sesi               | Brasile | CSV            | 90.000 $  |
| 5   | Al-Arabi           | Qatar   | AVC            | 30.000 $  |
| 5   | Trinity Western    | Canada  | NORCECA        | 30.000 $  |
| 5   | Al-Ahly            | Egitto  | CAVB           | 30.000 $  |
| 5   | Paykan             | Iran    | AVC            | 30.000 $  |

## Premi individuali
| Premio                | Giocatrice          | Squadra            |
| --------------------- | ------------------- | ------------------ |
| MVP                   | Osmany Juantorena   | Trentino           |
| Miglior realizzatore  | Maksim Michajlov    | Zenit-Kazan        |
| Miglior schiacciatore | Osmany Juantorena   | Trentino           |
| Miglior muro          | Russell Holmes      | Jastrzębski Węgiel |
| Miglior servizio      | Matej Kazijski      | Trentino           |
| Miglior ricevitore    | Sérgio dos Santos   | Sesi               |
| Miglior libero        | Sérgio dos Santos   | Sesi               |
| Miglior palleggiatore | Raphael de Oliveira | Trentino           |